# Anse des LeBlanc
Anse des LeBlanc (do 25 listopada 1974 Belliveau Cove, do 3 listopada 1976 Belliveaus Cove) – zatoka (ang. cove, fr. anse) zatoki St. Marys Bay w kanadyjskiej prowincji Nowa Szkocja, w hrabstwie Digby; nazwa Belliveau Cove urzędowo zatwierdzona 2 sierpnia 1951.